# Pyrosoma atlanticum
Pyrosoma atlanticum är en ryggsträngsdjursart som beskrevs av Péron 1804. Pyrosoma atlanticum ingår i släktet Pyrosoma och familjen Pyrosomatidae. Inga underarter finns listade i Catalogue of Life.